# JLTV
JLTV - Joint Light Tactical Vehicle là loại xe tác chiến hạng nhẹ mà quân đội Mỹ, đặc biệt là Thủy quân Lục chiến Mỹ dự tính sử dụng để thay thế cho xe Humvee do các ưu thế phục vụ tác chiến tốt hơn mà loại xe này có được như tốc độ nhanh hơn, đi được quãng đường xa hơn, có khả năng off-road tốt hơn... và đặc biệt có khả năng chống mìn tốt hơn nhằm giảm thương vong cho binh sĩ Mỹ. Loại xe này bắt đầu được nghiên cứu và phát triển từ năm 2006.
Chương trình chế tạo xe JLTV đã phát triển đáng kể trong một thời gian rất dài với các giai đoạn phát triển và các mốc quan trọng khác nhau. Để đi đến công đoạn sản xuất hàng loạt, các nhà sản xuất xe đã phải giải quyết vô số vấn đề bao gồm chất lượng, giá cả,... Các biến thể của mẫu xe này đều có khả năng thực hiện nhiệm vụ như vận chuyển vũ khí, phương tiện, tác chiến, chỉ huy và điều khiển (nơi trú ẩn), cứu thương, trinh sát và nhiều vai trò hỗ trợ chiến thuật và hậu cần khác. JLTV tuân theo Chiến lược Áo giáp Dài hạn (Long Term Armor Strategy - LTAS) của Quân đội Hoa Kỳ với các cầu cho hai cấp độ bảo vệ.
Oshkosh's L-ATV được trúng thầu loại xe tác chiến JLTV vào tháng 8/2015, giành được hợp đồng đầu tiên sản xuất 16.901 chiếc JLTV. Quân đội Mỹ đã đưa ra chương trình sản xuất xe JLTV hàng loạt từ tháng 6/2019.

## Các thông số kỹ thuật
Theo kênh truyền hình Quốc phòng Việt Nam, xe JLTV của hãng trúng thầu đã bám sát các yêu cầu của Bộ Quốc phòng Mỹ; nơi đầu tư cho chương trình nghiên cứu phát triển xe này và cũng là nơi tổ chức đấu thầu để sản xuất hàng loạt xe.
Do tính chất cạnh tranh của cuộc thi JLTV, chỉ có một số chi tiết kỹ thuật được Quân đội Hoa Kỳ hoặc Oshkosh công bố. Không có kích thước cụ thể và chỉ có trọng lượng vận hành và dữ liệu ô tô có sẵn.
JLTV dựa trên hệ thống treo độc lập TAK-4i (TAK-4i independent suspension) của Oshkosh. Khoảng 26.000 xe quân sự được trang bị phiên bản trước đó của hệ thống, trong số này bao gồm xe chiến thuật hạng trung Oshkosh thay thế (MTVR), xe thay thế hệ thống hậu cần Oshkosh (LVSR) và xe địa hình Oshkosh MRAP (M-ATV); hệ thống TAK-4 cũng đã được trang bị lại cho các máy bay MRAP của Lực lượng Bảo vệ Inc Cougar và BAE Systems RG-33.
Phần lớn các hệ thống được cung cấp cho đến nay đã bị bung cuộn. Phiên bản TAK-4i được trang bị cho JLTV vẫn chưa được tiết lộ, nhưng không bị bung và thuộc loại chiều cao hành trình có thể điều chỉnh được với hành trình bánh xe lên đến 20 inch (51 cm), nhiều hơn 25% so với tiêu chuẩn hiện tại. Khả năng của Hệ thống Đầu ra Hỗ trợ Hệ thống Treo JLTV (SAES) cấp độ từ bên này sang bên kia và từ trước ra sau trên các dốc hoặc cấp độ khi người vận hành lựa chọn. Chiều cao của hệ thống treo trước và sau cũng có thể được điều khiển độc lập cho khả năng vận chuyển và tàu. Hệ thống treo có khả năng kiểm soát độ cao của xe ở cả bốn bánh.